# خط إلوي أمامي
الخط الإلوي الأمامي هو الأطول بين الخطوط الإلوية الثلاث، يبدأ عند عرف الورك، حوالي 4سم خلف امتداده الأمامي، ويتجه منحنياً للخلف وللأسفل، حيث ينتهي عند الثلمة الوركية الكبرى. قرب وسط الخط عادة ما توجد ثقبة مغذية